# Epilobium denticulatum
Epilobium denticulatum är en dunörtsväxtart som beskrevs av Hipólito Ruiz López och Pav.. Epilobium denticulatum ingår i släktet dunörter, och familjen dunörtsväxter. Inga underarter finns listade i Catalogue of Life.